# Aleksander Maruszak
Aleksander Maruszak (ps. Olek) (ur. 1913 w Łukawicy, zm. 1970 w Warszawie) – polski motorniczy, działacz komunistyczny.

## Życiorys
Urodziny w rodzinie chłopskiej, od 1943 członek Polskiej Partii Robotniczej i Gwardii Ludowej-Armii Ludowej. Uczestniczył w akcjach zbrojnych i dywersyjnych, szczególnie w okolicy Baranowa, po II wojnie światowej zamieszkał w Warszawie, pracował jako motorniczy tramwajowy.
Odznaczony Krzyżem Partyzanckim i innymi.